# Jaligny-sur-Besbre
Jaligny-sur-Besbre – miejscowość i gmina we Francji, w regionie Owernia-Rodan-Alpy, w departamencie Allier.

## Demografia
Według danych na rok 1990 gminę zamieszkiwały 762 osoby, a gęstość zaludnienia wynosiła 79 osób/km². W styczniu 2015 r. Jaligny-sur-Besbre zamieszkiwało 611 osób, przy gęstości zaludnienia wynoszącej 63,4 osób/km².